# Idioma kuzhami
Kuzha o Khezha, es una lengua importante del grupo étnico Chakhesang Naga del Distrito de Phek en la parte sur de Nagaland, India. Generalmente lo habla el pueblo Kuzhami y es uno de los tres idiomas principales de los Chakhesang Nagas. Khezha o Kuzhale se habla predominantemente en la región de Pfutsero y Chizami del Distrito de Phek. También lo hablan algunas aldeas en la parte norte del Distrito de Ukhrul en el estado de Manipur. También comparte una alta similitud léxica con el idioma Mao y con Paomai. Sin embargo, esta inteligibilidad se ha visto reducida debido a las influencias de Chokri y Pochuri.

## Otras lecturas
- Kapfo, Kedutso. 1993. Un análisis descriptivo de Khezha.  Universidad de Mysore. (Tesis doctoral);
- Kapfo, Kedutso. 2004. La etnología de los Khezhas y la gramática de Khezha. Mysore: Instituto Central de Lenguas Indias